# 日本製鉄
日本製鉄株式会社（にっぽんせいてつ、英: NIPPON STEEL CORPORATION、略称：日鉄、NSC）は、東京都千代田区丸の内に本社を置く、日本最大手の鉄鋼メーカー（高炉メーカー）である。
製鉄事業、エンジニアリング事業、化学事業、システムソリューション事業など4つの事業を有する。2022年時点の粗鋼生産量は約4,440万トンであり、これは日本国内最大手（国内シェア43%）、世界では宝武鋼鉄集団（中国）、アルセロール・ミッタル（ルクセンブルク）、鞍山鋼鉄集団（中国）に次ぐ世界第4位の規模を持つ。
日経平均株価およびTOPIX Large70、JPX日経インデックス400の構成銘柄の一つ。
キャッチコピーは「世界は鉄でできている。」

## 概要
現在の福岡県北九州市八幡東区（かつての八幡市）で創業を開始した官営八幡製鐵所の流れを汲む新日本製鐵と、住友グループの鉄鋼メーカーである住友金属工業（大阪府大阪市）が2012年10月1日に合併して新日鐵住金株式会社（しんにってつすみきん、英: NIPPON STEEL & SUMITOMO METAL CORPORATION、略称：NSSMC）として誕生した。2002年の川崎製鉄と日本鋼管（NKK）の経営統合によるJFEホールディングスの発足以来、約10年ぶりの大型再編となった。それまでの再編は生産調整等が目的であったが、新日鐵住金では大韓民国・中華人民共和国を始め、新興国の製鋼メーカー台頭を意識した戦略的合併が主な目的となっている。グローバル競争での存続を巡る大型取引であり、合併を発表した当時はこれ（＝市場寡占化）を許容した公正取引委員会の態度の変化が話題となった。
新日本製鐵（新日鐵）は、日本製鐵株式會社（日鐵）を前身に持つ鉄鋼メーカーである。日鐵は1934年に官営八幡製鐵所を中心として複数の製鉄業者が合同して発足し、「日本製鐵株式會社法」で経営が規定される高い公共性を持つ半官半民の国策会社であった。一方、住友金属工業（住金）は、1935年に住友伸銅鋼管と住友製鋼所（旧・住友鋳鋼場）が合併して発足した鉄鋼メーカーである。住金はパナソニックや関西電力などとともに関西経済界の重鎮（関西財界御三家）であり、住友グループの要として三井住友銀行（旧住友銀行）、住友化学と共に「住友グループ御三家」と称された。主たる事業は鉄鋼業であり、鋼管、薄板、厚板、建材、鉄道車両用品、チタン、条鋼などを生産していた。事業の中でも「パイプの住金」と言われるように、継目無鋼管と呼ばれる原油発掘用の鋼管は世界的にトップシェアを誇った。また、2010年の粗鋼生産量において日本国内では第3位、世界では第19位の規模であった。
合併の背景には、日本国内での重複部門の統廃合によるコスト削減や経営資源を集中させて莫大な費用を要する高炉建設を迅速に進める体制整備、また鉄鋼需要が急拡大する新興国などを視野に、海外展開における課題（輸送コストや円高による価格競争力の低下）があり、規模拡大による競争力の強化が不可避と判断されたものと見られる。粗鋼生産量ベースで、世界4位の新日本製鉄と同19位の住友金属工業との合算は3750万トンとなり、世界2位の宝鋼集団（中国、3130万トン）と3位ポスコ（韓国、3110万トン）を上回り、首位を独走するアルセロール・ミッタル（ルクセンブルク、7750万トン）を追いかける筆頭となった（生産量の数値は2009年実績、世界鉄鋼協会調べ）。また、住友金属工業は住友グループの主要企業であったが、合併とともに住友グループから離脱している。
2019年4月1日付で日本製鉄株式会社に社名を変更した。財閥解体により八幡製鐵と富士製鐵に分割される前の商号「日本製鐵」（にほんせいてつ）に復するが、「鐵」が新字体の「鉄」となり、読みも「にっぽんせいてつ」となっている。英語社名は合併前の「Nippon Steel」に戻り、「& Sumitomo Metal」が外れた。これにより、合併から7年（住友金属工業時代を含めると67年）にして「住友金属」の名が名実ともに消滅した。進藤孝生社長は「日本製鐵」を意識したわけではないとしたが、6月の株主総会後には旧住友金属出身の代表取締役が一掃され、8人の代表取締役の全員を旧新日本製鐵出身者が占めることになった。

## 事業拠点

### 本社・支店

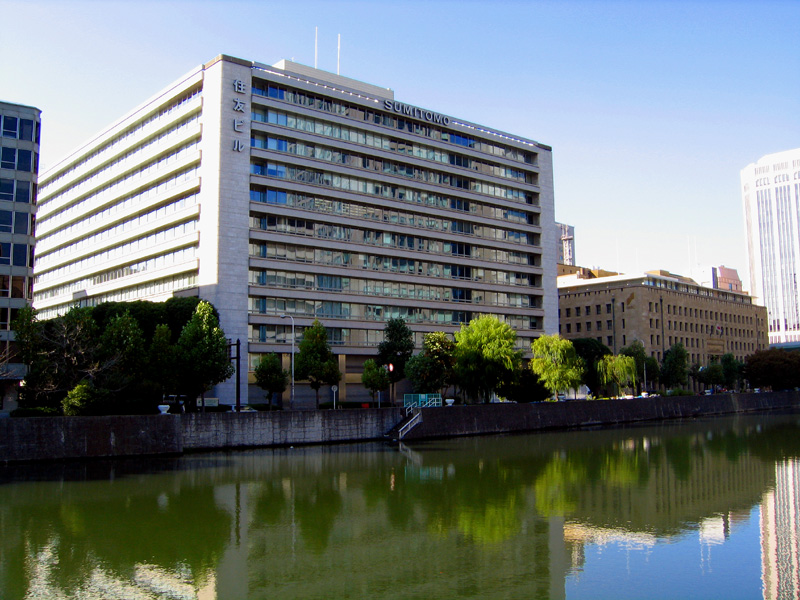
大阪支社（旧住友金属工業本社ビル）

- 本社 - 東京都千代田区丸の内2丁目6-1（丸の内パークビルディング、新日鐵当時から）
- 大阪支社 - 大阪府大阪市中央区北浜4丁目5-33（住友ビル）
- 北海道支店 - 北海道札幌市中央区北2条西4丁目1
- 東北支店 - 宮城県仙台市青葉区一番町3丁目6-1
- 新潟支店 - 新潟県新潟市中央区東大通1丁目3-10
- 名古屋支店（名古屋） - 愛知県名古屋市中村区名駅南2丁目13-18 NSビル8階
- 名古屋支店（栄）- 愛知県名古屋市中区錦2-13-19瀧定ビル8階
- 中国支店 - 広島県広島市中区鉄砲町10-12
- 九州支店 - 福岡県福岡市博多区店屋町5-18

### 製造拠点

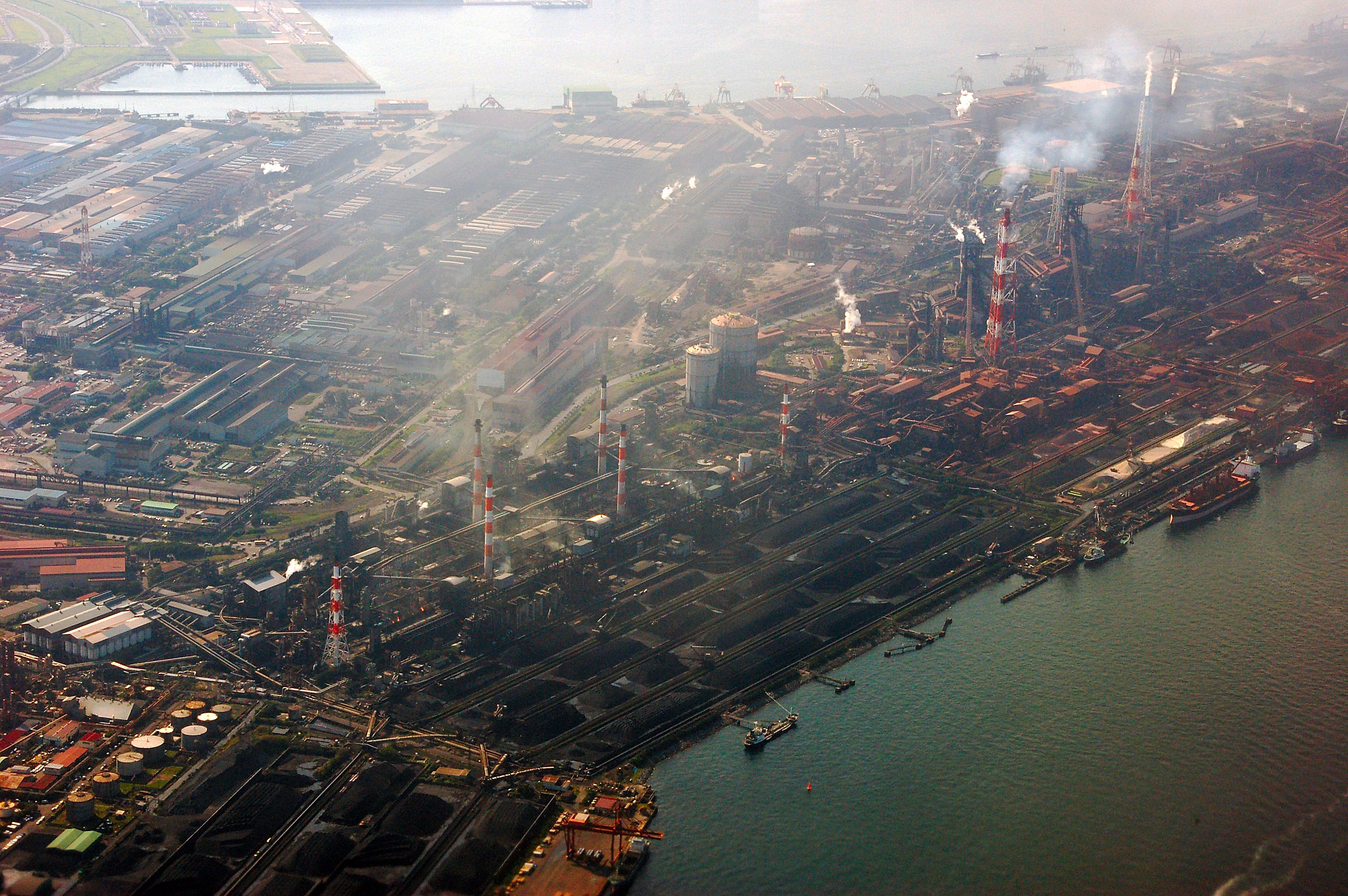
東日本製鉄所君津地区

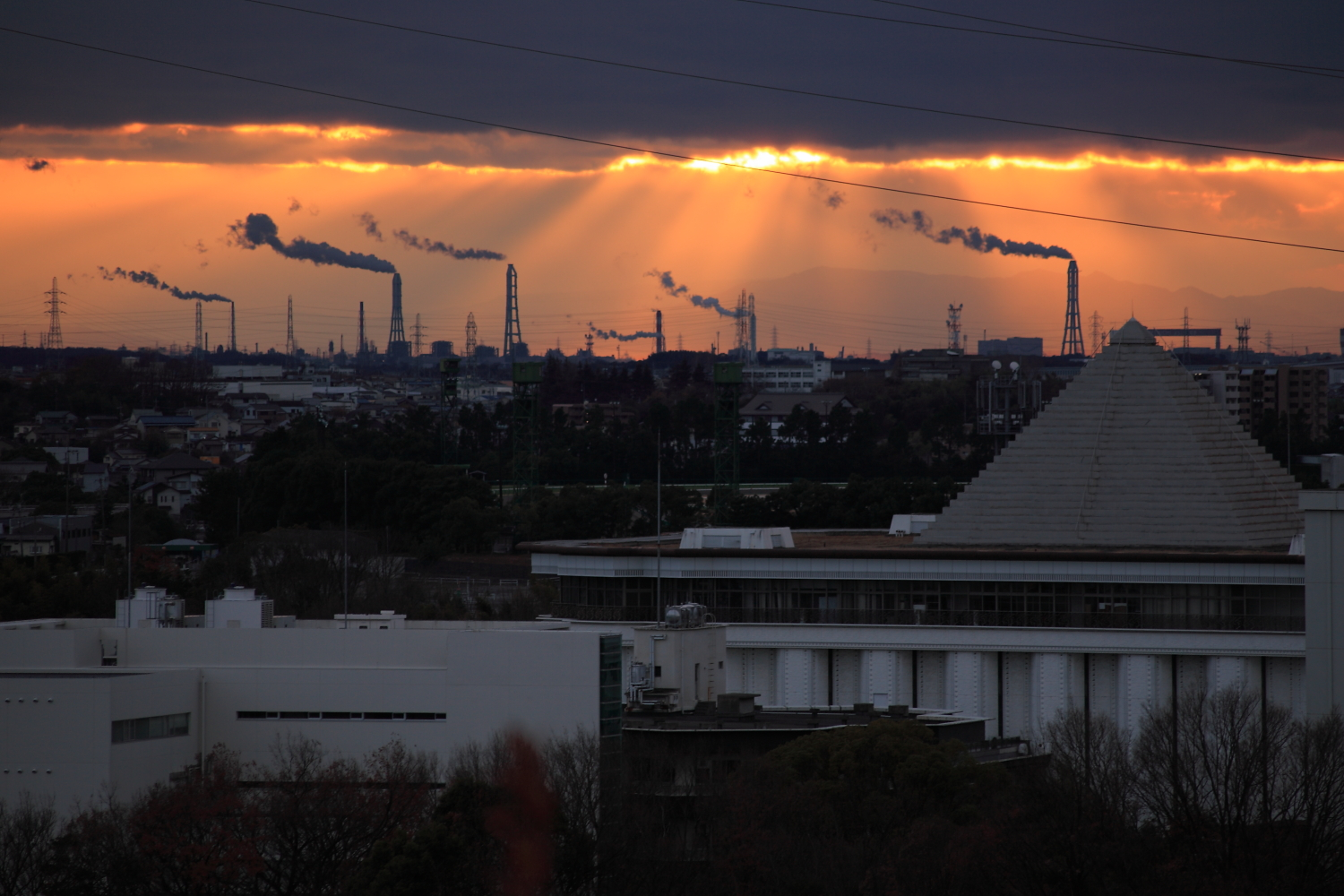
名古屋製鉄所

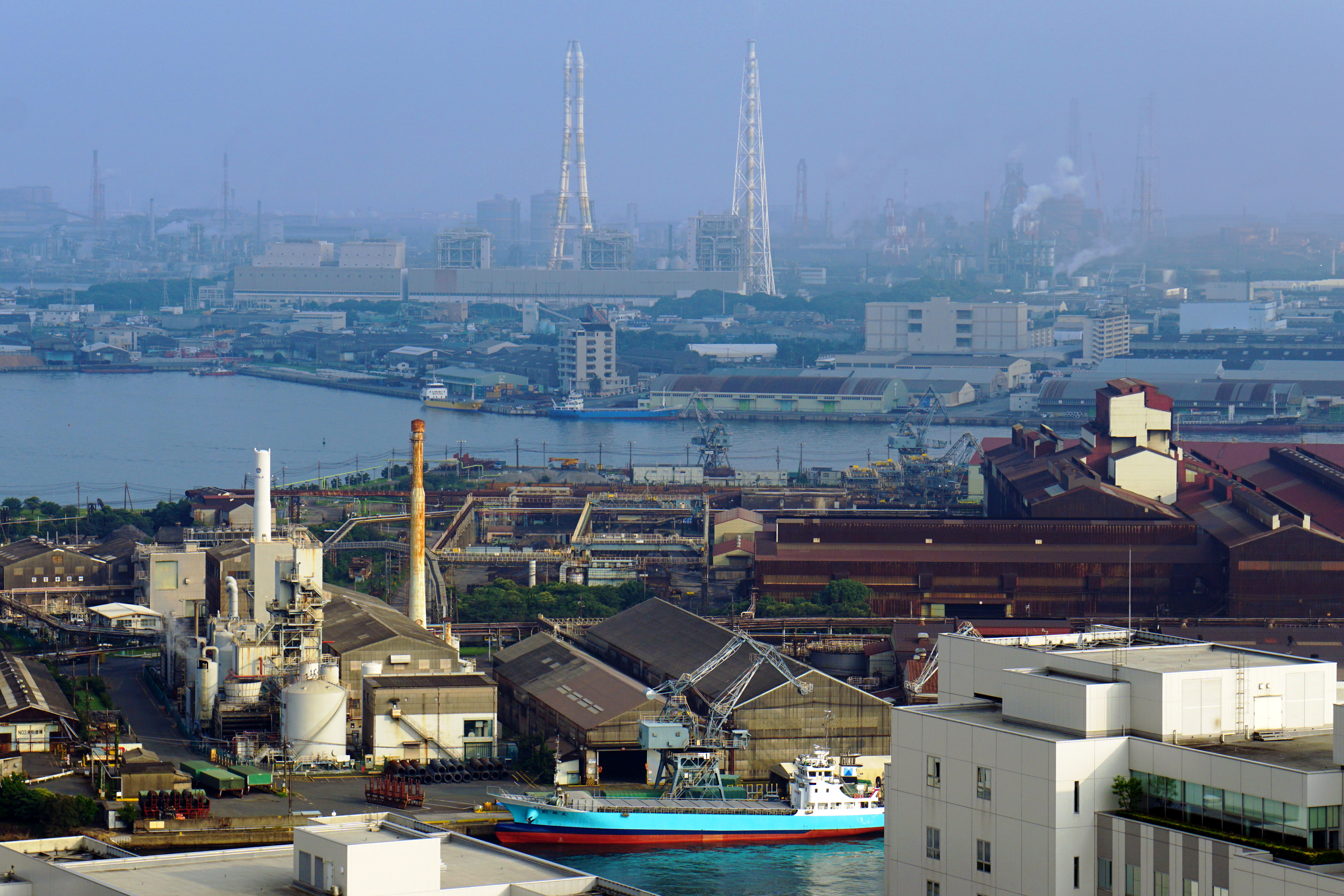
九州製鉄所八幡地区

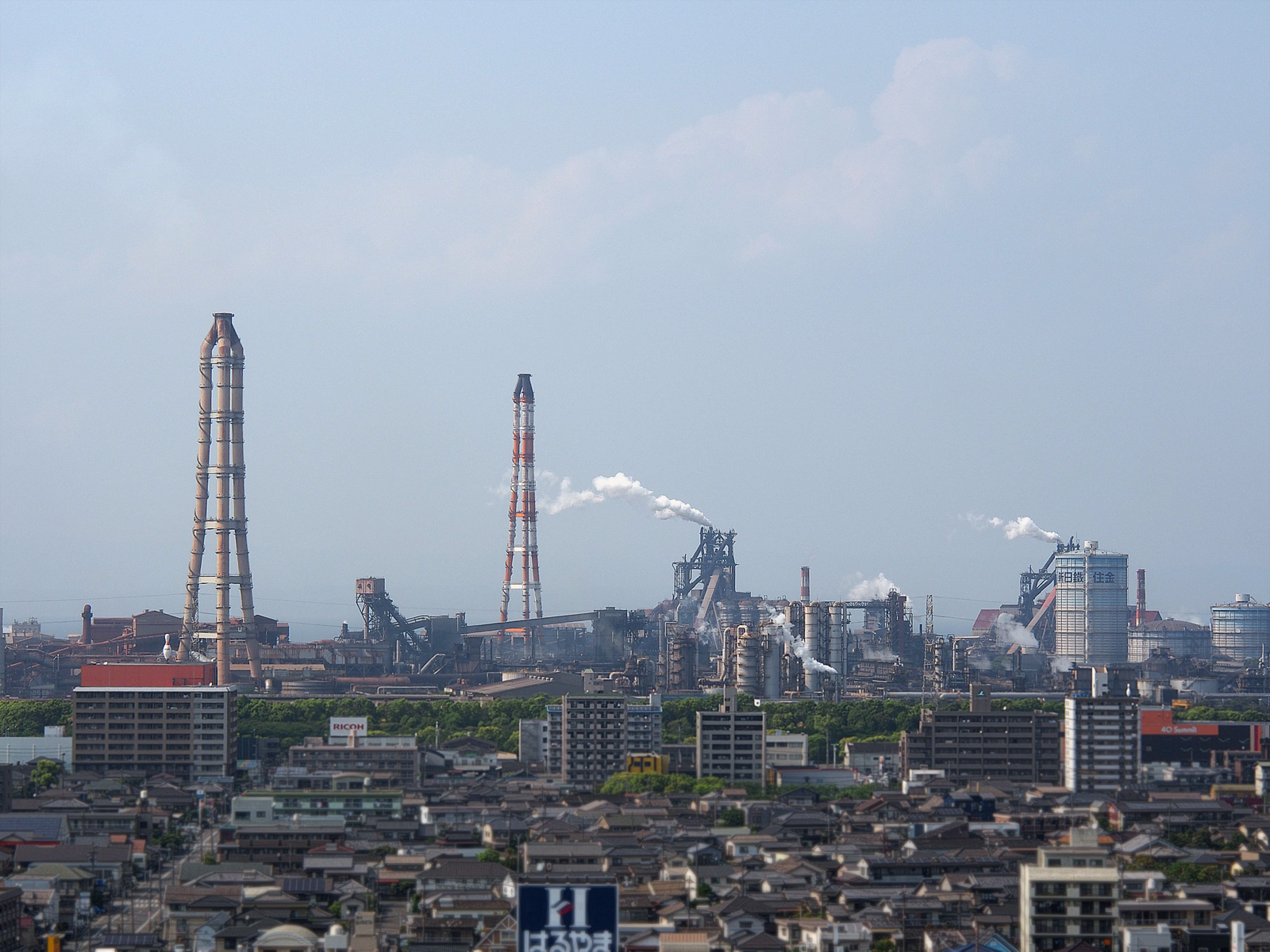
九州製鉄所大分地区

国内の21拠点を7製鉄所として展開されている。銑鋼一貫製鉄所は室蘭・鹿島・君津・名古屋・和歌山・八幡・大分の7か所である。
工場とその所在地、主な生産品目を以下に示す。
| 工場名               | 所在地                                   | 主な生産品目                                    |
| 日本製鉄北日本製鉄所 | 日本製鉄北日本製鉄所                     | 日本製鉄北日本製鉄所                            |
| -------------------- | ---------------------------------------- | ----------------------------------------------- |
| 室蘭地区             | 北海道室蘭市仲町12                       | 棒鋼・線材                                      |
| 釜石地区             | 岩手県釜石市鈴子町23-15                  | 線材                                            |
| 日本製鉄東日本製鉄所 |                                          |                                                 |
| 鹿島地区             | 茨城県鹿嶋市光3                          | 薄板・厚板・形鋼・鋼管                          |
| 君津地区             | 千葉県君津市君津1                        | 薄板・厚板・線材・形鋼・鋼管                    |
| 直江津地区           | 新潟県上越市港町2丁目12-1                | ステンレス鋼・チタン                            |
| 日本製鉄名古屋製鉄所 |                                          |                                                 |
| 名古屋製鉄所         | 愛知県東海市東海町5-3                    | 薄板・厚板・鋼管                                |
| 日本製鉄関西製鉄所   |                                          |                                                 |
| 和歌山地区           | 和歌山県和歌山市湊1850（和歌山）         | 鋼管・薄板                                      |
| 和歌山地区           | 和歌山県海南市船尾260-100（海南）        | 鋼管                                            |
| 大阪地区             | 大阪府大阪市此花区島屋5丁目1-109（大阪） | 鉄道用車輪・車軸 自動車向け鍛造クランクシャフト |
| 大阪地区             | 兵庫県尼崎市東向島西之町1（尼崎）        | 鋼管                                            |
| 大阪地区             | 大阪府堺市堺区築港八幡町1（堺）          | 形鋼                                            |
| 日本製鉄瀬戸内製鉄所 |                                          |                                                 |
| 広畑地区             | 兵庫県姫路市広畑区富士町1                | 薄板                                            |
| 阪神地区             | 大阪府堺市西区石津西町5（堺）            | 冷延鋼板、高級表面処理鋼板                      |
| 阪神地区             | 愛媛県西条市北条962-14（東予）           | 高耐食溶融めっき鋼板                            |
| 阪神地区             | 大阪府大阪市此花区桜島2丁目1-26（大阪）  | 冷延鋼板                                        |
| 阪神地区             | 兵庫県尼崎市次屋2丁目3-1（神崎）         |                                                 |
| 日本製鉄山口製鉄所   |                                          |                                                 |
| 山口製鉄所           | 山口県光市大字島田3434（光）             | ステンレス鋼・鋼管、形鋼、チタン                |
| 山口製鉄所           | 山口県周南市野村南町4976（周南）         | ステンレス鋼                                    |
| 日本製鉄九州製鉄所   |                                          |                                                 |
| 八幡地区             | 福岡県北九州市戸畑区飛幡町1-1（戸畑）    | 薄板・形鋼・軌条・鋼管                          |
| 八幡地区             | 福岡県北九州市小倉北区許斐町1（小倉）    | 棒鋼・線材                                      |
| 八幡地区             | 福岡県豊前市大字八屋2544-6（豊前）       | 製鋼助剤                                        |
| 大分地区             | 大分県大分市西ノ洲1（大分）              | 薄板・厚板                                      |

### 研究開発拠点
- 波崎研究開発センター - 茨城県神栖市砂山
- REセンター（富津） - 千葉県富津市新富
- 尼崎研究開発センター - 兵庫県尼崎市扶桑町

### 国外事業所
- NIPPON STEEL NORTH AMERICA,INC.（ニューヨーク、シカゴ、ヒューストン、メキシコシティ）
- NIPPON STEEL AMÉRICA DO SUL LTDA.（サンパウロ、ベロオリゾンテ）
- NIPPON STEEL European Office（デュッセルドルフ）
- NIPPON STEEL AUSTRALIA PTY.LIMITED（シドニー）
- NIPPON STEEL CONSULTING (BEIJING) CO.,LTD.（北京、上海、広州）
- PT. NIPPON STEEL INDONESIA（ジャカルタ）
- NIPPON STEEL SOUTHEAST ASIA PTE.LTD.（シンガポール）
- NIPPON STEEL (THAILAND) CO., LTD.（バンコク）
- NIPPON STEEL VIETNAM COMPANY LIMITED（ホーチミン、ハノイ）
- NIPPON STEEL INDIA PRIVATE LIMITED（ニューデリー）
- NIPPON STEEL Dubai Office（ドバイ）

## 主要事業

### 製鉄事業

#### 製品
製品は、船舶や大形構造物に使用される厚板、自動車・電気製品・缶・変圧器などに使用される高張力鋼を含む薄板・表面処理鋼板、建築・土木分野で使用されるH形鋼・鋼矢板・軌条などの建材、自動車部品や建築物に使用される棒鋼・線材、エネルギー分野や機械部品などに使用される鋼管が主なものである。交通産機品の製造では、鉄道用車輪・車軸と自動車向け鍛造クランクシャフトを主力とし、鉄道用車輪・車軸において、ほぼ日本国内シェアNo.1を誇る。その他、チタンやステンレス鋼の製造も行う。
同社は、高交叉角拡管穿孔法を考案・実現し、シームレスパイプを生産している。

## 沿革
- 2011年（平成23年）
  - 2月 - 合併基本計画を発表。
  - 5月 - 公正取引委員会1次審査。
  - 6月 - 公正取引委員会2次審査。

新日鐵住金時代のロゴ

  - 9月 - 新会社名、合併比率（住金株式1株に対して新日鐵株式0.735株を割当）を発表。
  - 12月 - 公正取引委員会が合併を承認。
- 2012年（平成24年）
  - 4月 - 合併契約を締結
  - 6月 - 両社の株主総会で合併が承認される。
  - 10月1日 - 新日本製鐵が株式交換により住友金属工業を完全子会社とした後、住友金属工業を吸収合併。商号を新日鐵住金株式会社に変更。
- 2013年 - 7年ぶりに鉄鋼メーカーとして時価総額世界一になった[13]。
- 2017年（平成29年）
  - 3月 - 日新製鋼を子会社化。
- 2018年（平成30年）
  - 6月 - スウェーデンの特殊鋼メーカーであるOvakoを子会社化[14]。
- 2019年（平成31年/令和元年）
  - 1月1日 - 日新製鋼を完全子会社化[15]。
  - 3月 - 特殊鋼メーカーの山陽特殊製鋼を子会社化[16]。
  - 4月1日 - 商号を日本製鉄株式会社に変更[11]。
  - 7月30日 - 同年8月30日付で、サッカーJリーグチーム「鹿島アントラーズ」の株式61.6％をIT企業のメルカリに約16億円で売却することを発表[17][18][19]。
- 2020年（令和2年）
  - 2月 - 瀬戸内製鉄所呉地区の閉鎖と関西製鉄所和歌山地区の高炉1基の休止を決定[20]。
  - 3月 - 八幡製鉄所の高炉2基のうち小倉地区の1基を休止し八幡地区へ一本化、八幡地区から小倉地区への新たな鉄道輸送トンネルを供用予定[21]。
  - 4月 -  完全子会社の日鉄日新製鋼を吸収合併[22][23]。
  - 4月 -  子会社の日鉄日新製鋼を含めて全国に計16拠点ある製鉄所や製造所を、「東日本製鉄所」、「関西製鉄所」、「瀬戸内製鉄所」、「九州製鉄所」、「室蘭製鉄所」および「名古屋製鉄所」の6製鉄所体制に統合、再編成する[24]。
- 2021年（令和3年）
  - 2月 - 東日本製鉄所鹿島地区の高炉2基のうち1基を数年内に閉鎖することが発表される[20]。
  - 10月14日 - 日本製鉄がトヨタと宝山鋼鉄を特許侵害で提訴した[25]。
- 2024年（令和6年）
  - 7月23日 - 宝武鋼鉄集団傘下の宝山鋼鉄との合弁を解消し、事業から撤退することを発表した[26][27]。
- 2025年 (令和7年)
  - 4月1日 - 日鉄ステンレス・日鉄鋼管を吸収合併[28][29]。
  - 4月25日 - 山陽特殊製鋼を約700億円を投じたTOBにより完全子会社化[30][31][32]。
  - 6月18日 - アメリカのUSスチールを買収、完全子会社化[33]。

## 歴代会長・社長
鉄鋼業界の業界団体である日本鉄鋼連盟の会長職は1948年（昭和23年）の発足以来、慣行として前身の新日本製鐵(新日本製鐵発足前は、八幡製鐵又は富士製鐵）社長が務めていた。しかし、2006年（平成18年）5月に新日本製鐵の三村明夫社長からJFEスチールの馬田一社長へ会長職を交代した後は、両社が2年おきの輪番で会長を務めている。

### 社長一覧
1. 友野宏 - 2012年10月就任、2014年4月退任（副会長へ異動）
2. 進藤孝生 - 2014年4月就任、2019年4月退任（日本経団連副会長）
3. 橋本英二 - 2019年4月就任、2024年4月退任
4. 今井正 - 2024年4月就任

### 会長一覧
1. 宗岡正二 - 2012年10月、2019年4月退任
2. 進藤孝生 - 2019年4月就任、2024年4月退任
3. 橋本英二 - 2024年4月就任

## グループ企業
2019年（平成31年）3月31日現在、日本製鉄グループは傘下の連結子会社286社、持分法適用関連会社125社で構成されている。

## 指定問屋
指定問屋のうち、有力企業により「十日会」と呼ばれる団体が組織されている。同団体は前身の日本製鐵時代より組織されており、新日鐵住金（現・日本製鉄）発足後も継続している。構成企業は下記のとおりである。
2019年（令和元年）現在
三井物産、住友商事、三菱商事、伊藤忠商事、丸紅、双日、豊田通商、阪和興業、岡谷鋼機、日鉄物産、兼松、塚本總業

## 文化・スポーツ事業

### スポーツ
- 社会人野球[注釈 4]
  - 日本製鉄室蘭シャークス
  - 日本製鉄鹿島硬式野球部
  - 日本製鉄かずさマジック
  - 日本製鉄東海REX
  - 日本製鉄瀬戸内硬式野球部
  - 日本製鉄山口硬式野球部
  - 日本製鉄九州大分硬式野球部
- サッカー
  - 鹿島アントラーズ
  - 日本製鉄室蘭サッカー部
  - 日本製鉄釜石サッカー部
  - 日本製鉄君津サッカークラブ
  - 日本製鉄大分サッカー部
- バレーボール
  - 日本製鉄堺ブレイザーズ
  - 日本製鉄君津バレーボール部
- ラグビー
  - 釜石シーウェイブス
  - 日本製鉄君津ラグビー部
  - NSCラガーTOKYO
  - 日本製鉄堺ラグビー部
  - 日本製鉄八幡ラグビー部
  - 日本製鉄大分ラグビー部
- 卓球
  - 日鉄物流ブレイザーズ
- 柔道
  - 日本製鉄柔道部
- 弓道
  - 日本製鉄釜石弓道部
  - 日本製鉄君津弓道部
  - 日本製鉄本社弓道部
  - 日本製鉄広畑弓道部
  - 日本製鉄八幡弓道部
  - 日本製鉄大分弓道部

## 人材育成
- 優秀な社員を兵庫県尼崎市の産業技術短期大学（1962年に一般社団法人日本鉄鋼連盟が設立）に派遣して、人材育成を行っている。具体的には、「製造現場における知識創造と人材の多機能育成政策・綿密な能力開発策のひとつとして、企業内選抜を経て中堅技術者への昇進に結びつく産業技術短期大学への派遣を行う政策の実行」であり、このような人材育成形態（教育訓練形態）を「オフ・ザ・ジョブ・トレーニング・OFF-JT」という。

## 不祥事・事故
- 広畑製鉄所（現・瀬戸内製鉄所広畑地区）の社員の一人が、鋼材の原料の鉄屑を納入したように装う形で同製鉄所から計約700万円を騙し取ったとして、2018年8月に兵庫県警察に、スクラップ業者の関係者2人と共に詐欺容疑で逮捕された。同社はこの社員を同年2月に懲戒解雇としている[34]。
- 2021年
  - 5月29日、瀬戸内製鉄所広畑地区で、メッキの厚さを測定するX線照射装置を点検していた男性社員2人が被曝する事故が発生。被曝した2人は、国によって定められている年間の被曝限度を大幅に上回る放射線を受けている可能性がある。通常、点検の際には装置の電源を切ることになっているが、何らかの原因でX線が照射されたままになっていた模様で、兵庫県警察は業務上過失致傷容疑も視野に調べている[35]。
  - 6月18日、茨城県鹿島地区の採用担当男性社員が入社予定の女性に性的関係を迫っていたことを明らかにした。日本製鉄は男性社員を懲戒解雇処分とした[36][37]。
- 2022年
  - 8月18日、基準値を超える量の有害物質シアンを少なくとも計39回検出していたにもかかわらず、千葉県に報告していなかったと発表[38][39][40][41]。2023年8月8日、千葉県と君津市、木更津市、富津市は日本製鉄に対し、行政指導を行った[42]。
  - 10月21日、室蘭で従業員2人が倒れる事故[43][44]。その後死亡が確認された[45][46][47][48][49][50][51]。
  - 11月17日、2020年2月に日本製鉄名古屋製鉄所の20代男性が自殺したのは、残業時間の急増や、上司からの叱責によって、うつ病を発症したのが原因だったとして、半田労働基準監督署が、労災と認定していたことがわかった[52]。
- 2023年
  - 6月17日 - 東日本製鉄所君津地区で作業員が液体の入った水槽に落下し、その後死亡した[53]。
  - 9月8日 - 名古屋製鉄所で火災が発生し作業員とみられる男性が死亡した[54]。
  - 11月8日 - 九州製鉄所大分地区で、男性作業員が工場の排気口を清掃中に転落し死亡した[55]。
- 2024年
  - 5月14日 - 九州製鉄所大分地区で、工場の溶鋼鍋から人骨のようなものが見つかり、工場に勤務する男性が行方不明になっており、大分県警察が調査している[56]。